# ترداذ (ملك الجيلاك)
تيرداد هو أول ملك للجيلاك، وحكم في تاريخ غير معروف بين القرنين التاسع والعاشر. وخلفه ليلي بن النعمان. وكان لترداذ ابن اسمه هاروسندان، والذي سيتولى الحُكم بعد ليلي بن النعمان كحاكم جديد للجيليتيين.